# Godność

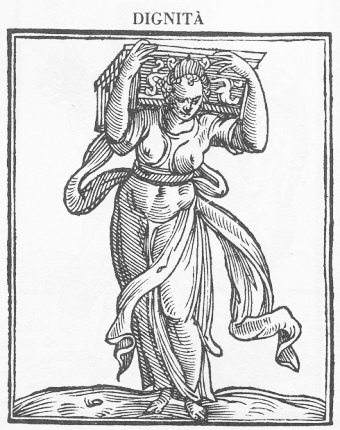
Alegoria godności z dzieła Cesarego Ripy Iconologia.
Kobieta dźwigająca cenną i ozdobną, lecz ciężką skrzynię.
Godność związana z kierowaniem sprawami publicznymi jest ciężarem, który człowiek dźwiga.

Godność człowieka – poczucie własnej wartości i szacunek dla samego siebie, co wyraża się w pragnieniu posiadania także szacunku ze strony innych z uwagi na swoje walory duchowe, moralne czy też zasługi społeczne. Ma ona dwoisty charakter i odnosi się do godności osobowej i osobowościowej. Ta pierwsza jest właściwa każdemu człowiekowi, należna mu z samego faktu bycia człowiekiem. Godność osobowościowa natomiast jest zależna od podjętego przez daną osobę trudu i jej dokonań oraz wiąże się z rozwojem osobowości etycznej. Jest jedną z podstawowych wartości w etyce rozwoju.

## Godność człowieka jako pojęcie filozoficzne
Godność człowieka (łac. dignitas hominis) należy do podstawowych zagadnień antropologii filozoficznej, a sposób rozumienia tego pojęcia wywiera znaczny wpływ na rozstrzygnięcia szczegółowych problemów etycznych. Powstało jednak w dziejach filozofii wiele definicji godności – wstępnie można ją ująć jako wewnętrzną właściwość osoby ludzkiej, która zawiera się w sposób konieczny w jej strukturze bytowej i przez którą osoba ludzka istnieje jako cel, nie jako środek działania.
Pierwsze koncepcje godności ukształtowane w starożytnej Grecji wyrażały ją we wzorcu etycznym arystokraty i wojownika – w dziełach Homera, Pindara czy Teognisa o tym, kto jest dobry i godny, a kto podły i niegodny, decyduje pochodzenie. Najlepsi, przedstawiciele arystokracji, cieszą się szczególnymi przywilejami wynikającymi z ich godności, takimi jak bogactwo, sława itp. Godność jest więc ściśle związaną z przywilejami stanowymi miarą osobistej dzielności konkretnej jednostki, miarą doskonałości człowieka, rozumianą jako spełnianie wzorca osobowego arystokraty i wojownika.
Według Arystotelesa godność to cnota ujmowana jako złoty środek między wadami zarozumialstwa i służalczości. Zgodnie z filozofią chrześcijańską godność człowieka wynika z tego, że jest on stworzony "na obraz i podobieństwo Boga". W świetle humanizmu chrześcijańskiego godność jest własnością powszechną, nieredukowalną, niezbywalną i nadprzyrodzoną. Każdy człowiek jako imago Dei uczestniczy w absolutnym Dobru, jest rozumny i wolny, powołany do stałego doskonalenia się. Według św. Tomasza z Akwinu doskonałość człowieka wynikająca z jego godności określa jego sposób istnienia i sens rozwoju. Sposób istnienia osób jest "najgodniejszy" ze wszystkich bytów stworzonych, ponieważ osoba obdarzona jest wolnością wyboru. O tym, że o godności i wielkości człowieka świadczy jego wolność, mówił także humanizm renesansowy, zwłaszcza Pico della Mirandola.
Immanuel Kant, definiując godność, stwierdził, że człowiek nie może być nigdy środkiem do jakiegoś celu, lecz zawsze musi być celem samym w sobie. Według Skinnera, twórcy behawioryzmu, godność to możliwość uniknięcia nieprzyjemnych bodźców. Wszelkie kierunki naturalistyczne w rozumieniu godności człowieka przeciwstawiały się koncepcji chrześcijańskiej, według której godność ludzka ma źródła nadprzyrodzone – widziały godność człowieka jako własność nabytą. David Hume (O dostojeństwie i mierności natury) ujmuje godność jako jedną ze sprawności natury ludzkiej, czyli jako jedną z cnót. Godność osobista jest ważnym pojęciem także w filozofii Nietzschego, Kierkegaarda i Marksa. Koncepcje tych filozofów łączy to, że ujmują one godność jako źródło ekspresji człowieka, kształtowane w wyniku jakiejś formy wyzwolenia – wyzwolenia moralnego i wolitywnego (Nietzsche), społeczno-ekonomicznego (Marks) czy też egzystencjalnego (Kierkegaard).

## W sensie prawnym

### W polskiej Konstytucji
Polska Konstytucja już w swojej preambule stwierdza istnienie przyrodzonej godności człowieka. Art. 30 Konstytucji charakteryzuje ją jako przyrodzone, niezbywalne i nienaruszalne źródło wolności i praw człowieka i obywatela. Jest jedną z wartości konstytucyjnych, których nie można ograniczać i jedną z klauzul generalnych stanowiących podstawę interpretacyjną całego systemu prawa.
Trybunał Konstytucyjny i szereg konstytucjonalistów stoi na stanowisku, że metaklauzula godności człowieka jest pierwotna wobec aktu prawnego, który o niej explicite stanowi, w związku z tym nie może zostać derogowana (usunięta) z systemu prawa.

### W polskim Kodeksie cywilnym i Kodeksie karnym
Godność jest dobrem osobistym chronionym przez prawo. Razem z dobrym imieniem składa się na zdefiniowane w art. 23 Kodeksu cywilnego pojęcie czci. Z punktu widzenia Kodeksu karnego naruszenie czyjejś godności jest przestępstwem znieważenia. Sąd Najwyższy RP w wyroku z 21 marca 2007 (I CSK 292/06) stwierdził, iż godnością osobistą jest własne wewnętrzne przekonanie danego człowieka o jego etycznym i moralnym nieposzlakowaniu oraz oczekiwanie czci wobec siebie rozumianej jako pozytywne nastawienia innych osób wobec niego ze względu na społeczne i osobiste wartości, które reprezentuje. Tak rozumiana godność nie podlega wartościowaniu, a jej naruszenie występuje, gdy bez uzasadnionych podstaw, zwłaszcza w obecności osób trzecich, traktuje się kogoś negatywnie i wyraża się o nim w sposób poniżający.

### W prawie Unii Europejskiej
Karta praw podstawowych Unii Europejskiej uznaje istnienie godności ludzkiej i stanowi, że musi być ona szanowana i chroniona. W rozdziale I zatytułowanym Godność Karta wymienia prawo do życia, prawo do integralności cielesnej oraz zakazuje tortur, nieludzkiego lub poniżającego traktowania, karania oraz niewolnictwa i pracy przymusowej.

### W prawie międzynarodowym
Deklaracja filadelfijska (1944) we wstępie do II części głosi wszyscy ludzie, bez względu na rasę, wyznanie czy płeć mają prawo dążyć zarówno do materialnego dobrobytu jak i do rozwoju duchowego w warunkach wolności i godności, gospodarczego bezpieczeństwa i równych możliwości. 
Karta Narodów Zjednoczonych (1945) w preambule mówi o przywróceniu wiary „w podstawowe prawa człowieka, w dostojeństwo i wartość jego osoby"
Powszechna deklaracja praw człowieka, proklamowana przez Zgromadzenie Ogólne Narodów Zjednoczonych w Rezolucji 217 A (III) z 10 grudnia 1948 r., stwierdza w preambule, iż "uznanie przyrodzonej godności oraz równych i niezbywalnych praw wszystkich członków wspólnoty ludzkiej jest podstawą wolności, sprawiedliwości i pokoju świata", zaś artykuł 1 brzmi "wszyscy ludzie rodzą się równi pod względem swej godności i swych praw. Są oni obdarzeni rozumem i sumieniem i powinni postępować wobec innych w duchu braterstwa."
Międzynarodowy Pakt Praw Obywatelskich i Politycznych (1966) wymaga, by każda osoba pozbawiona wolności była traktowana z poszanowaniem przyrodzonej godności człowieka (art. 10) i by nikt nie był narażony na bezprawne zamachy na jego cześć i dobre imię (art. 17).

## W nauczaniu Kościoła katolickiego
Od czasów Soboru Watykańskiego II godność człowieka stała się fundamentem prawa kanonicznego. Źródłem godności człowieka jest fakt, iż Bóg stworzył człowieka "na swój obraz" (Rdz 1,27) kocha wszystkich ludzi (por. Dz 10,34-35; J 1,9; Mt 5,45) oraz że wszyscy ludzie zostali odkupieni przez mękę, śmierć i zmartwychwstanie Chrystusa (por. Ap 5,9-10; 1Tm 4,10; Kol 3,11-14).
Źródło prawa znajduje się w człowieku, bo Bóg dał człowiekowi pojęcie sprawiedliwości. Zasada godności ludzkiej została podkreślona w deklaracji Dignitatis humanae. Potwierdza ona prawo człowieka do wolności religijnej, ponieważ wiara jest wolnym aktem wewnętrznym, którego nie można i nie da się wymusić.

## Literatura przedmiotu
- Grzybek, G. Etyka rozwoju a wychowanie. Wyd. Uniwersytetu Rzeszowskiego: Rzeszów 2010.
- Grzybek, G. Etyka, rozwój, wychowanie. Wyd. ATH: Bielsko-Biała 2007.
- Mazurek, Franciszek J. Godność osoby ludzkiej podstawą praw człowieka. Lublin 2001.
- Piechowiak, Marek. Plato's Conception of Justice and the Question of Human Dignity. Peter Lang: Berlin 2019; second edition, revised and extended, Peter Lang: Berlin 2021. Doi: 10.3726/b18092.
- Piechowiak, Marek, Tomasz Turowski (red.). Szkice o godności człowieka. Oficyna Wydawnicza Uniwersytetu Zielonogórskiego: Zielona Góra 2012.
- Magdalena Środa, Idea godności w kulturze i etyce, Wydawnictwo Borgis, Warszawa 1993.